# I'm waiting 4 you
I'm Waiting 4 You는 GARNET CROW의 네 번째 앨범이다. 2004년 12월 8일 GIZA studio에서 발매되었다.
전곡의 작곡은 나카무라 유리, 작사는 아즈키 나나, 편곡은 후루이 히로히토 (〈Sky ~new arranged track~〉은 Miguel sa Pessoa) 가 맡았다.
오리콘 차트에서 최고순위 11위를 기록해 GARNET CROW가 GIZA studio에서 발매했던 앨범 중 유일하게 오리콘 톱 10안에 랭크인 하지 못했다. 다른 앨범에 비해 서정적인 곡이 많다.
타이틀인〈I'm Waiting 4 You〉의 “4”는 네 번째 앨범인것, GARNET CROW의 멤버수가 4명인것, 당신(팬)들을 위해서(4 you = for you) 만든 앨범이라는 뜻을 가지고 있다. 또한 인디즈 미니 앨범인〈first kaleidscope ~너의 집에 도착할 때까지 계속 달려가~〉에 수록되어있던〈Sky〉를 다시 편곡하여 수록하고 있다.

## 수록곡
1. 초저녁 달밤 (일본어: 夕月夜)
2. 차가운 그림자 (일본어: 冷たい影)
3. 잊고 피어
4. 그대를 꾸미는 꽃을 피울거에요
5. U
6. fill away
7. 우리들만의 미래
8. 이 겨울의 흰 빛에 (일본어: この冬の白さに)
9. 푸른 숲에서 (일본어: ブルーの森で)
10. 비가 갠 뒤의 Blue (일본어: 雨上がりのBlue)
11. picture of world
12. Sky ~new arranged track~
13. 너 데려가는 시간의 방문을 (일본어: 君 連れ去る時の訪れを)

## 차트 성적
- 최고순위 11위 (오리콘)